# Семенівська селищна рада
Семенівська селищна рада — орган місцевого самоврядування у Семенівському районі Полтавської області з центром у смт Семенівці. Окрім Семенівки, раді підпорядковане село Тарасівка.

## Влада
Загальний склад ради — 30
Селищні голови (голови селищної ради)
- Милашевич Людмила Павлівна[1]

31.10.2010 — зараз